# Hubersdorf
Hubersdorf est une commune suisse du canton de Soleure, située dans le district de Lebern.